# Skrifter af Naturhistorie-Selskabet
Skrifter af Naturhistorie-Selskabet (abreviado Skr. Naturhist.-Selsk.) fue una revista ilustrada con descripciones botánicas que fue editada en Copenhague (Dinamarca). Fue publicada en los años 1894-1924.